# Matériel roulant du tramway d'Île-de-France

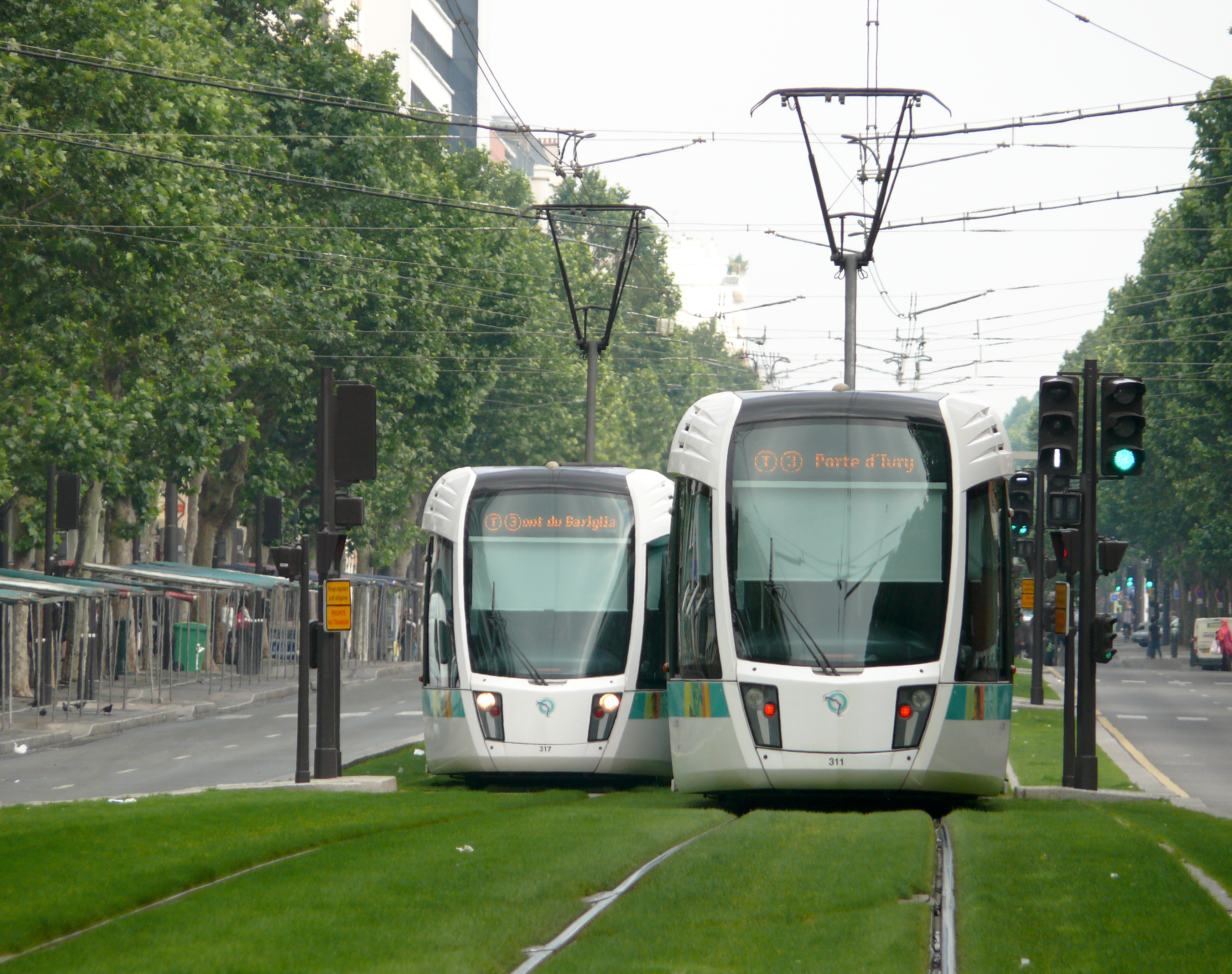
Deux trams Alstom Citadis 402 sur la ligne 3a du tramway d'Île-de-France.

Depuis la renaissance du tramway dans la région Île-de-France au début des années 1990, le matériel roulant a dû s'adapter au succès fulgurant de ce mode de transport réinventé. En 2022, huit types de matériels circulent sur le réseau francilien dont trois sont exploités par la RATP, un par Keolis et deux par la SNCF et Transkeo, pour le compte d'Île-de-France Mobilités, propriétaire de ces matériels. Ces matériels se décomposent en trois grands types : les tramways classiques, les tramways sur pneumatiques et les tram-trains.
Toutes les rames comportent des bandeaux lumineux afin d'afficher plusieurs informations comme : Nom de l'arrêt, nom du prochain arrêt, destination, temps d'arrivée avant une station ou la destination, informations (mouvements sociaux, travaux, perturbations, mesures gouvernementales, recrutements...), message de bienvenue, message terminus, date/heure et d'autres informations. Elles comportent aussi un système d'annonces sonores différentes sur chaque ligne.

## Histoire

### L'arrivée des matériels modernes

#### Le TFS
À l'ouverture de la première ligne de tramway moderne d'Île-de-France en 1992, la ligne est équipée de trente-cinq rames du matériel Tramway français standard (TFS) fabriqué par Alstom. La première rame a été reçue le 12 février 1992 par l'atelier de Bobigny et a accompli ses premiers essais le 24 février.
À sa mise en service, la ligne 2 est exploitée avec seize rames de type TFS d'Alstom.
Les seize autres rames TFS de la ligne T1 sont arrivées en 2003 et 2004 en provenance de la ligne T2, dont les rames TFS ont été remplacées par des Citadis 302, un nouveau matériel offrant plus de places. Ces seize rames supplémentaires ont renforcé le parc de la ligne T1 pour assurer le prolongement à Noisy-le-Sec, et sont numérotées 201 à 216. Les rames 101 à 119 adoptaient à l'origine une livrée à base de gris. Elles sont toutes équipées de la ventilation réfrigérée et ont vu leur intérieur rénové. Les rames 201 à 216 ont été rénovées de 2004 à 2006 après leur transfert sur la ligne.

#### Arrivée des Citadis
Assez rapidement, les TFS de la ligne T2 sont saturées particulièrement aux heures de pointe. Elles sont finalement mutées sur la ligne T1 et remplacées progressivement à partir de 2002 par treize rames Citadis 302 fabriquées par Alstom. Ces tramways ont la particularité de pouvoir circuler en unités multiples, ce qui a permis d'augmenter la capacité de la ligne en doublant la longueur de chaque rame. Elles sont toujours en exploitation sur la ligne,.
En 2003, la RATP lève la première option du contrat signé en 2000 avec Alstom pour la livraison de treize rames Citadis supplémentaires. Ces rames, couplées en unités multiples doubles (UM2) au moyen des attelages automatiques Scharfenberg permettent à partir du 5 septembre 2005 de doubler la capacité de la ligne, saturée aux heures de pointe. La circulation de rames doubles a entraîné des travaux d'allongement des quais de 30 à 65 mètres ainsi que l'adaptation du site de garage-maintenance. Elles ont été financées à hauteur de 14,48 millions d'euros par la région Île-de-France (6,36 M€), l'État (3,82 M€), la Ville de Paris (1,75 M€) et la RATP (2,55 M€ sur prêt bonifié de la région).
Pour faire face aux besoins créés par l'extension de la ligne T2 vers Porte de Versailles en 2009 et l'extension prévue jusqu'à Pont de Bezons, la RATP a levé en avril 2007 la seconde et dernière option du contrat signé avec Alstom en 2000 pour la livraison de 34 tramways supplémentaires de type Citadis 302. Seize rames étaient destinées au prolongement vers Porte de Versailles ; les dix-huit rames restantes sont destinées au prolongement nord vers Pont de Bezons. Les seize rames du prolongement vers Porte de Versailles (numérotées 427 à 442) ont été livrées à l'atelier de maintenance des trains d'Issy-les-Moulineaux. La première de ces rames supplémentaires a été livrée le 26 septembre 2008. Les livraisons se sont poursuivies jusqu'au 31 mai 2009, un mercredi sur deux de 23 h à 0 h 30. Elles se sont effectuées au moyen d'un convoi exceptionnel d'une longueur totale de 38 mètres. Les dix-huit rames Citadis 302 destinées au prolongement vers Pont de Bezons seront livrées dans un second temps, lorsqu'un site de maintenance et de remisage supplémentaire de 17 000 m2 aura été créé à Colombes dans la ZAC de la Marine pour les accueillir. Elles ne pourraient en effet pas être garées à l'atelier des Moulineaux qui, après la livraison des seize rames Citadis destinées au prolongement à Porte de Versailles, est au maximum de ses capacités.

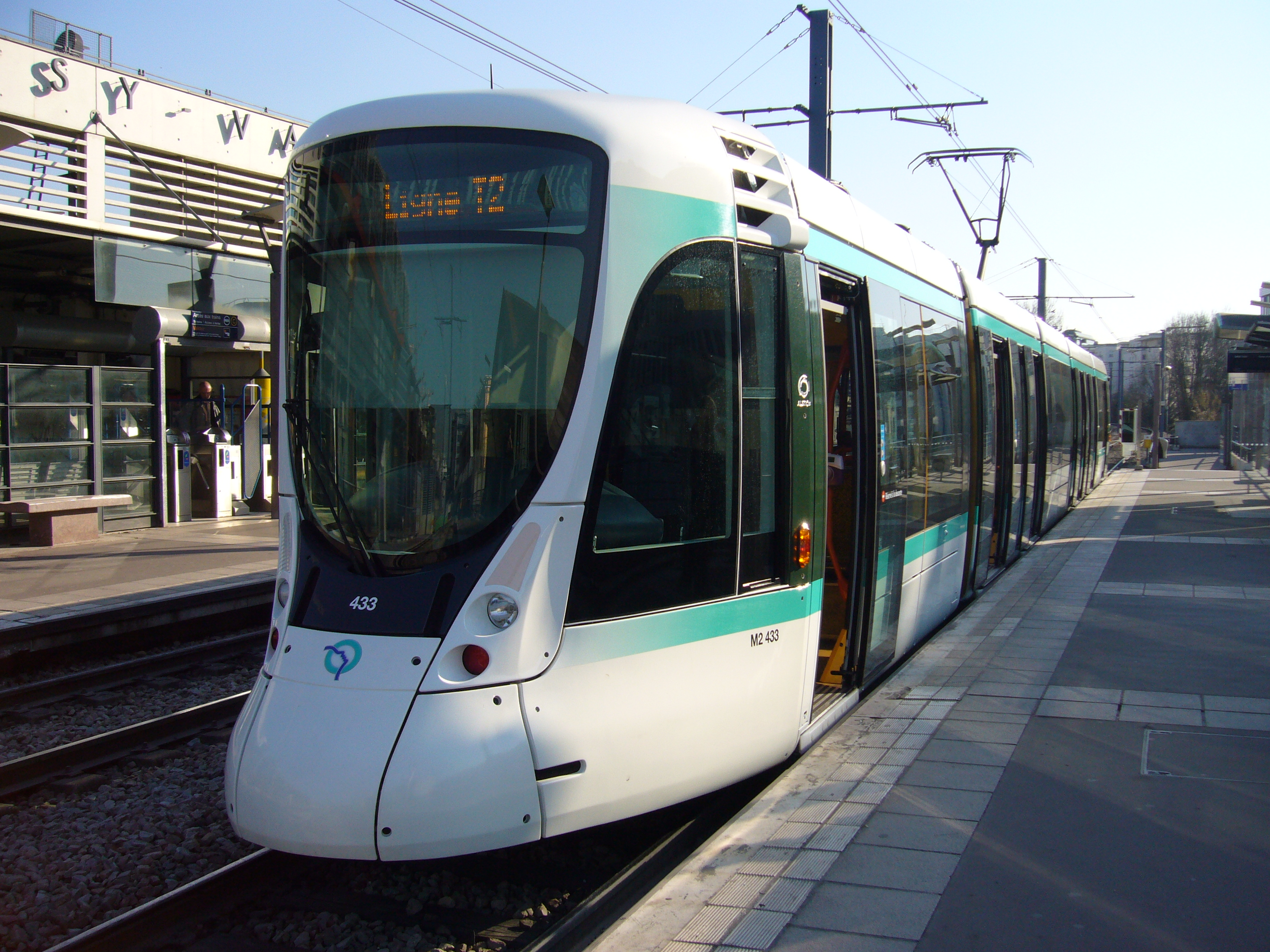
La rame Citadis 302 no 433 à la station Issy-Val de Seine,
en mars 2009.

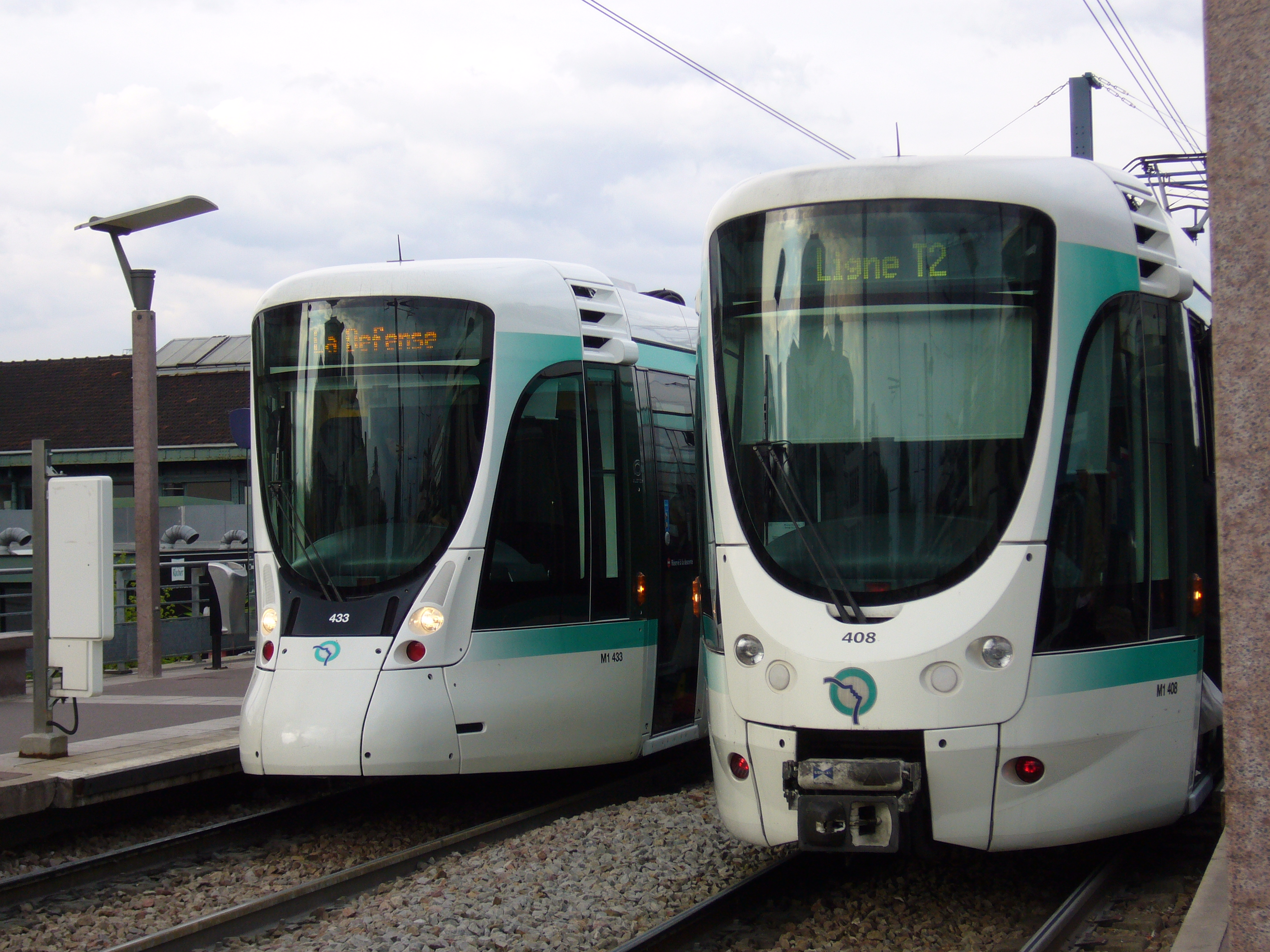
À gauche, la rame Citadis 302 no 433 issue de la troisième tranche et, à droite, la rame Citadis 302 no 408 de la génération précédente avec l'ancien « nez », en avril 2009.

Par ailleurs, si, avant l'extension jusqu'à Porte de Versailles, le T2 circulait uniquement en site propre, il n'en est plus de même entre les stations Suzanne Lenglen et Porte de Versailles où la ligne est majoritairement insérée dans la voirie urbaine. La RATP s'est donc vu contrainte, vis-à-vis des autorités de tutelle, d'adapter les Citadis qui y circulent ; les rames Citadis comportaient en effet des parties saillantes, les attelages automatiques Scharfenberg, et n'étaient pas adaptées à une circulation en ville et à d'éventuelles collisions avec d'autres véhicules. La Régie décida donc d'adapter le design des Citadis de la ligne T2 pour y intégrer un carénage et un nouveau « nez ». Cette contrainte technique obligea à un léger relookage des rames de la ligne T2. C'est l'agence lyonnaise Avant Première, très présente dans le domaine ferroviaire, qui a dessiné ce nouveau design, en collaboration avec les designers d'Alstom pour garantir la faisabilité technique de cette adaptation. Les nouvelles rames Citadis livrées à l'occasion du prolongement étaient fournis à la régie sans « nez ». L'atelier des Moulineaux s'est chargé du montage, permettant ainsi aux techniciens de la RATP de s'exercer avant le « rétrofit » des 26 rames qui constituaient alors le parc de la ligne, le tout en quelques mois, entre la livraison des nouveaux trains début 2009, et l'ouverture du prolongement à la fin de l'année.

#### Le retour du tramway à Paris
Le matériel choisi pour équiper le T3, scindée en 2012 en deux lignes T3a et T3b, est le Citadis 402 d'Alstom.
Les rames, commandées en décembre 2003, sont fabriquées dans les usines du Creusot (bogies), de Tarbes (équipements électriques et électronique de traction), de Villeurbanne (électronique embarquée), d'Ornans (moteurs) et assemblées à l'usine d'Aytré, près de La Rochelle. Leur conception esthétique a fait l'objet de recherches poussées par plusieurs designers : Régine Charvet Pello pour le concept général, le coloriste Vonnik Hertig pour les tissus et les ambiances intérieures, Emmanuel Fédon et Luc Maillet pour l'habillage extérieur des rames. La livrée des rames est personnalisée, associant le vert jade traditionnel de la RATP à divers visuels symboliques de la ville de Paris.
En tout, vingt et une rames assurent le fonctionnement de la ligne à son ouverture en 2006 ; ce nombre s'élève progressivement à 72 en 2022, affectées sur les lignes T3a et T3b.

#### Le tram-train
Pour la ligne T4, le matériel roulant Avanto a été choisi à la suite de l'appel d'offres lancé par la SNCF en 2001 pour équiper la ligne, et remporté par le constructeur allemand Siemens, pays dont provient le concept tram-train. Ce fut le premier matériel de type tramway qui put circuler sur les voies de chemin de fer françaises.
La desserte de la ligne T4 est assurée en 2011 par quinze rames U 25500 construites par Siemens sous le nom d'Avanto : neuf rames utilisées pour assurer l'exploitation commerciale de la ligne, quatre en réserve et deux en entretien.
Depuis le 4 juillet 2011, les rames de la ligne peuvent également assurer la navette ferroviaire SNCF Esbly-Crécy,, profitant de la réserve. Toutefois, en 2011, une seule rame est nécessaire à l'exploitation de la navette ferroviaire. Néanmoins, la circulation en unité multiple sur la navette est possible, mobilisant alors deux des quinze rames du parc.
Pour la ligne T11, le choix s'est porté sur l'Alstom Citadis Dualis qui équipe la ligne depuis 2017. En 2022, le Dualis équipe également la navette Esbly-Crécy à la place des Avanto et vient renforcer le parc de la ligne T4 et équipera les nouvelles lignes T13 et T12 qui verront le jour respectivement en juillet 2022 et 2023.

#### Le tramway sur pneus
Pour l'exploitation des lignes T5 et T6, le choix s'est porté sur le tramway sur pneumatiques, avec le NTL Translohr.

#### Remplacement des TFS

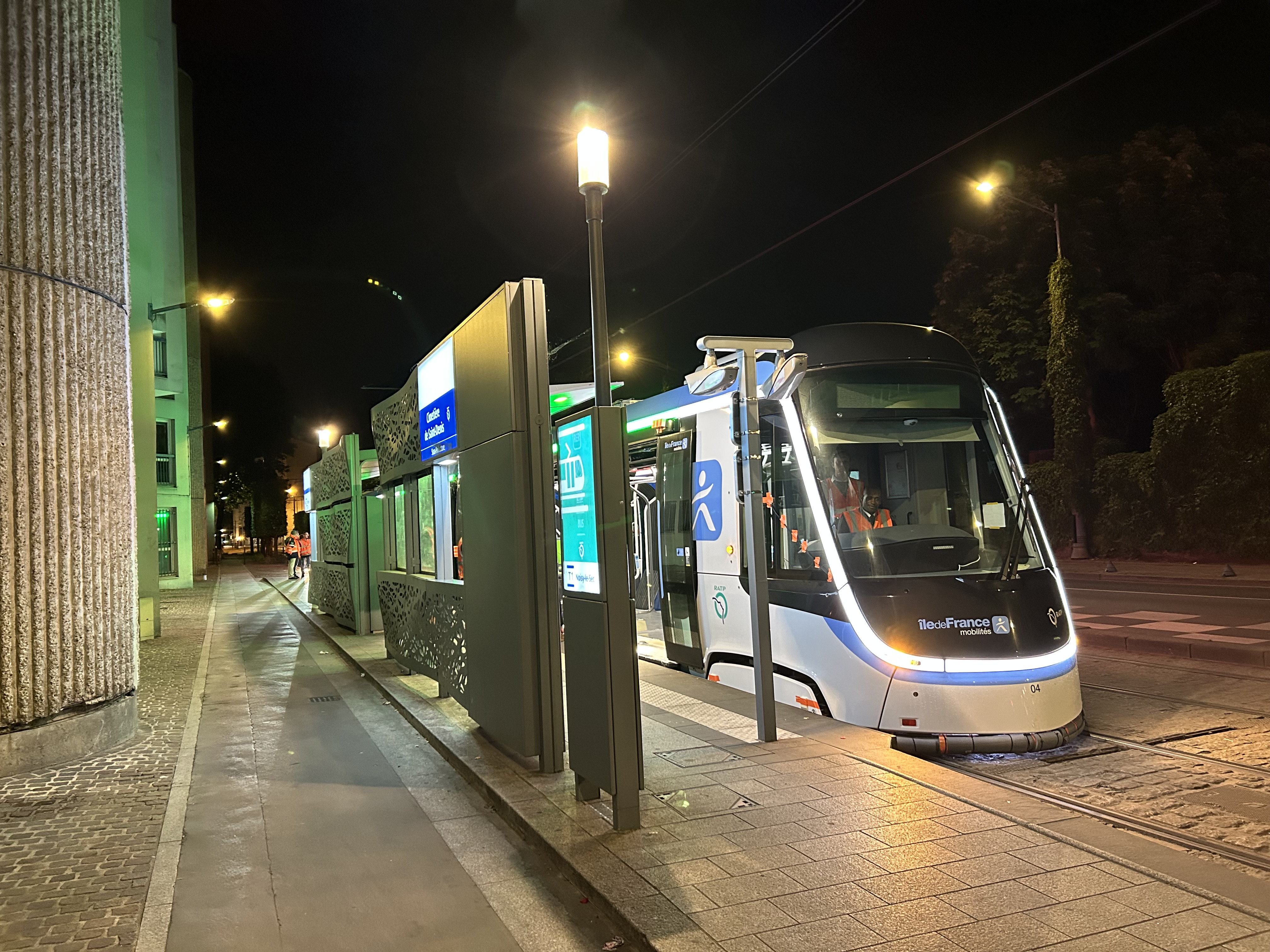
La rame TW 20 no 4 à la station Cimetière de Saint-Denis, le 6 juin 2024.

Le prolongement à intervenir à l'est de la ligne 1, prévu pour 2019, nécessitant quinze rames supplémentaires, il est prévu l'achat de cinquante nouvelles rames, anticipant ainsi de sept ans sur le renouvellement du parc initialement prévu pour 2022.
La RATP et Île-de-France Mobilités ont commandé à Alstom en octobre 2021 un premier lot de 37 rames Citadis 305 (désignées TW20 en interne) pour un montant de 130 millions d'euros afin de remplacer les rames TFS. Ces nouvelles rames seront longues de 33 mètres pour 2,40 mètres de large. Elle permettront un accroissement de la capacité de la ligne. Elles seront équipées d'écrans d'information voyageurs ainsi que de ports USB. Les quais de la ligne 1 ont d'ailleurs été allongés afin de recevoir ces nouvelles rames.
La première rame est livrée fin mars 2024. Les essais dynamiques débutent en juin 2024 pour une mise en service estimée fin 2024. La mise en service de quatre première rames débute le 10 décembre 2024.
Ce marché comprend également des tranches optionnelles et peut atteindre 120 rames.

## Parc actuel
Le parc actuel est composé de trois types de rames :
- les tramways, qui circulent sur la plupart des lignes ;
- les tramways sur pneumatiques, dont le roulement est assuré par des pneus et le guidage par un rail central ;
- les tram-trains, matériel capable de circuler aussi bien sur des voies de tramway que sur des voies ferrées classiques.

| Désignation                                    | Modèle                    | Mise en service | Lignes                                           | Exploitant                | Nombre de rames actuellement en service | Commentaires | Illustration |
| ---------------------------------------------- | ------------------------- | --------------- | ------------------------------------------------ | ------------------------- | --------------------------------------- | --- | ------------ |
| TW 01                                          | Citadis 302               | 2002-2011       | (2)                                              | RATP                      | 65                                      | - Les rames de la ligne T2 sont équipées pour l'exploitation en unité multiple double (UM2). - La rame 401 a été reconstruite avec la remorque de la rame 416. |              |
| TW 11                                          | Citadis 302               | 2013-2015       | (7) · (8)                                        | RATP                      | 39                                      | - Les rames des lignes T7 et T8 ont un design différent de celles de la ligne T2.                                                                              |              |
| TW 20                                          | Citadis 305               | 2024-           | (1)                                              | RATP                      | 4                                       | |              |
| TW 03                                          | Citadis 402               | 2006-2022       | (3a) · (3b)                                      | RATP                      | 72                                      | |              |
| Citadis X05                                    | Citadis 405               | 2021            | (9)                                              | Keolis Ouest Val-de-Marne | 22                                      | |              |
| Citadis X05                                    | Citadis 405               | 2023            | (10)                                             | RATP Cap Bièvre           | 13                                      | |              |
| Dualis (SNCF - U52600, U53600, U53700, U53800) | Citadis Dualis            | 2017-2022       | (4) · (11) · (12) · (13) · Ligne P du Transilien | SNCF et Transkeo          | 125                                     | |              |
| TW 90/94                                       | Tramway français standard | 1992-1995       | (1)                                              | RATP                      | 35                                      | |              |
| TW 10                                          | Translohr STE3            | 2013            | (5)                                              | RATP                      | 15                                      | |              |
| TW 10                                          | Translohr STE6            | 2014-2016       | (6)                                              | RATP                      | 28                                      | |              |

### Tramways

#### Tramway Français Standard

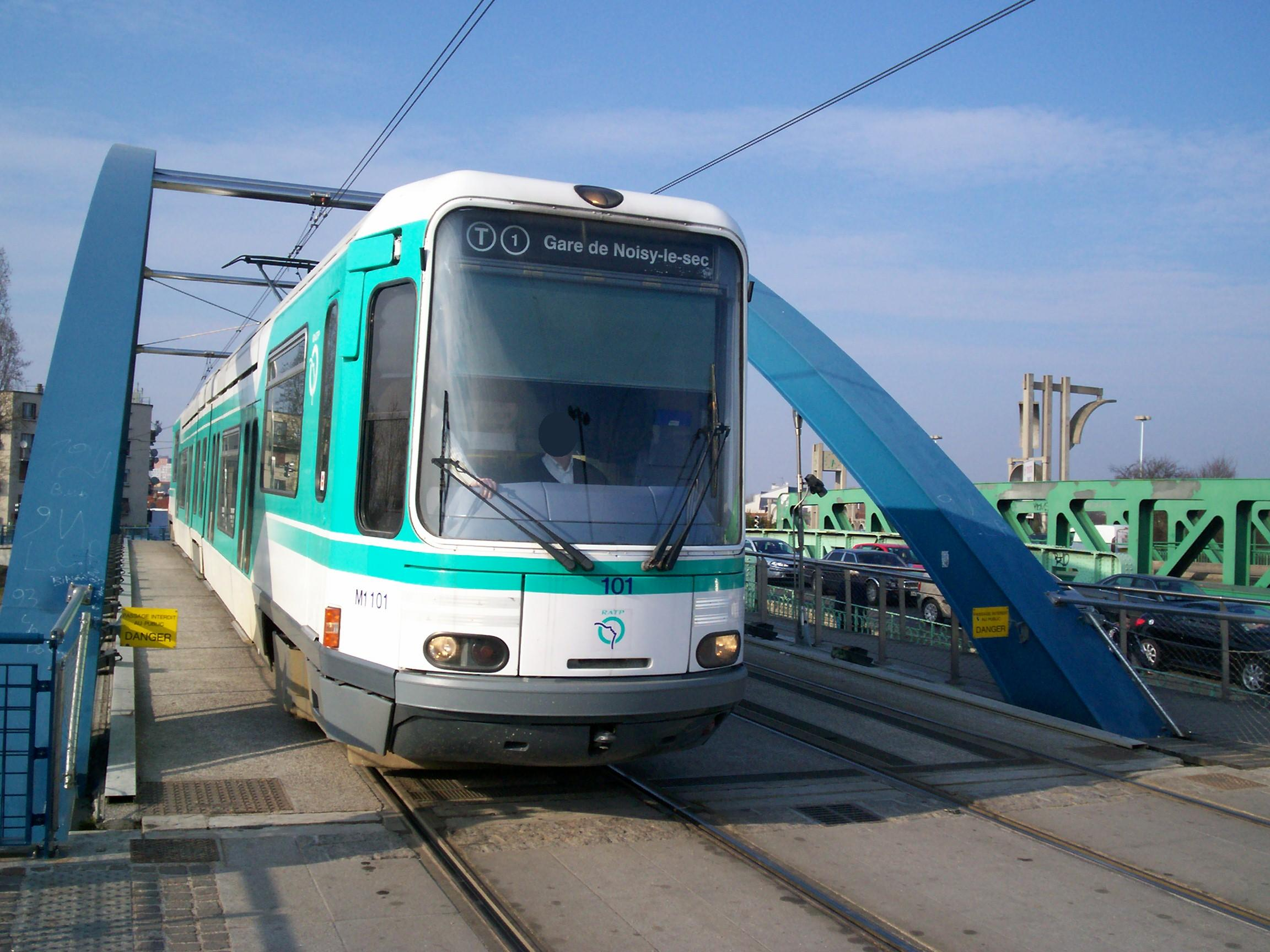
Un tramway français standard sur le pont de Bondy de la ligne T1.

Longues de 29 mètres et larges de 2,30 mètres, les rames permettent d'accueillir 178 voyageurs. Elles bénéficient d'un plancher bas sur les deux tiers de leur longueur ; seules les parties extrêmes, situées au-dessus des bogies moteurs, ont leur plancher à 65 cm au-dessus du quai.
Il existe deux types de TFS sur la ligne T1. La première spécification est celle de 1992, qui se caractérise par des moteurs à courant continu. Elles se différencient aussi par leur avertisseur sonore au ton plus grave que les rames suivantes ; les rames sont numérotées 101 à 117. Les rames suivantes, dotées d'un moteur asynchrone, sont au nombre de dix-huit et ont été livrées en 1995 : deux numérotées 118 et 119 affectées dès le départ sur la ligne T1, et 16 numérotées 201 à 216 affectées à la ligne T2. Ces dernières ont été réaffectées à la ligne T1 entre 2003 et 2004 quand la ligne T2 a reçu ses Citadis 302.
| Ligne | Exploitant | Tranche     | Construction | Nombre de rames | Numérotation | Commentaires                                |
| ----- | ---------- | ----------- | ------------ | --------------- | ------------ | ------------------------------------------- |
| (1)   | RATP       | 1re tranche | 1992         | 16              | 101 à 117    | en cours de réforme                         |
| (1)   | RATP       | 2de tranche | 1995         | 2               | 118 à 119    | en cours de réforme                         |
| (1)   | RATP       | 2de tranche | 1995         | 16              | 201 à 216    | Rénovées de 2004 à 2006 En cours de réforme |

#### Citadis 302

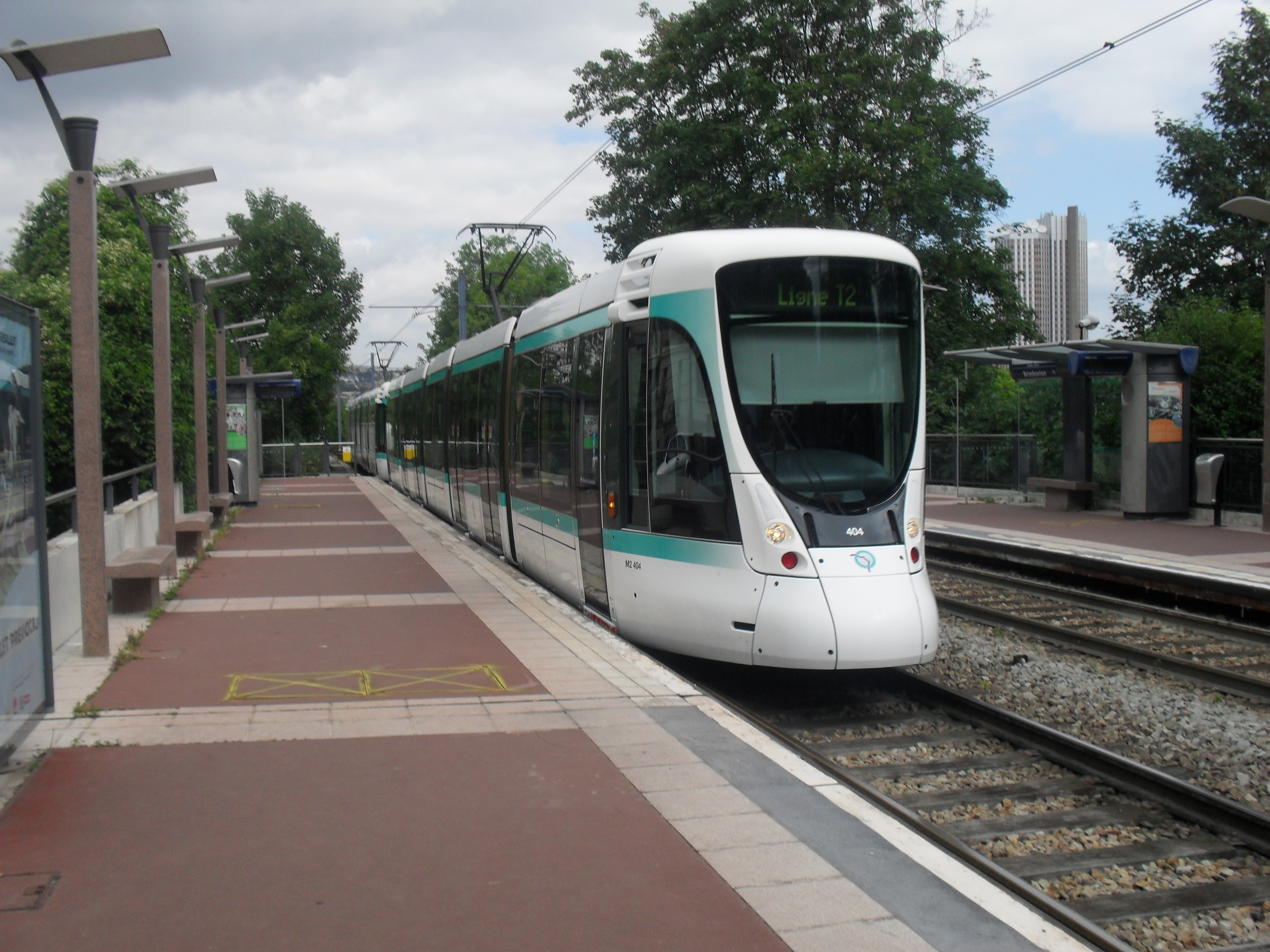
Un tram Citadis 302 à la station Brimborion sur la ligne T2.

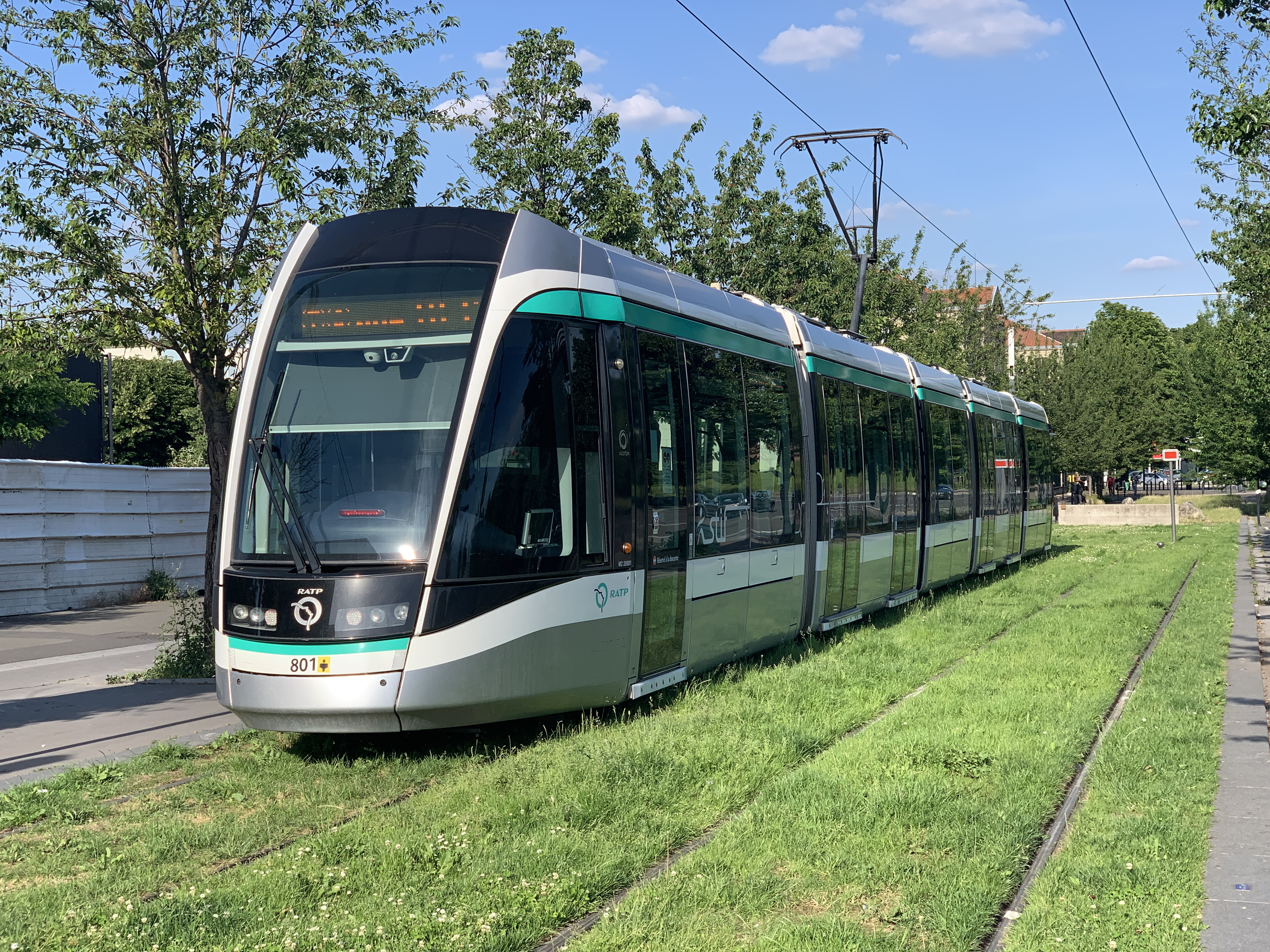
Un tram Citadis 302 à la station Saint-Denis - Porte de Paris sur la ligne T8.

Les soixante-six rames Citadis 302 TW01 (numérotées 401 à 466) de la ligne T2 sont entretenues par les ateliers de maintenance d'Issy-les-Moulineaux, se situant entre les stations Jacques-Henri-Lartigue et Les Moulineaux, ainsi que par un autre atelier complémentaire situé entre les stations Parc Pierre-Lagravère et Victor Basch dans le quartier de la marine à Colombes.
Les Citadis 302 de la ligne T2 mesurent 32,2 mètres. Chaque rame possède 48 sièges, dont 16 sièges relevables de type strapontin, et 165 places debout (sur la base de quatre passagers par mètre carré), offrant ainsi une capacité totale de 213 voyageurs. Les rames sont équipées de la climatisation, d'un système de vidéosurveillance et d'instruments de mesure du trafic voyageurs. Elles sont tractées par une motorisation asynchrone avec chaîne de traction Onix. Ces rames, peuvent être couplées en unités multiples doubles (UM2) au moyen des attelages automatiques Scharfenberg.
Les trente-neuf rames Citadis 302 TW11 des lignes T7 et T8, au style différent et dépourvues de l'attelage Scharfenberg sont issues d'un marché comprenant une tranche ferme concernant initialement 19 rames destinées à la ligne T7 et 51 rames en option. Le STIF, la RATP, la Banque européenne d’investissement et le groupe BPCE ont présenté le 7 novembre 2011 le contrat de crédit-bail destiné à financer les nouveaux matériels roulants des lignes de tramway T3, T5, T6, T7 et T8. À cette occasion, le design des tramways destinés aux lignes T7 et T8 a été présenté à la presse.
En 2024, la rame 401 a été reconstruite avec les éléments de la rame 416 (M 401 + R 416).
| Ligne | Exploitant | Tranche     | Construction | Nombre de rames | Numérotation | Commentaires                                                           |
| ----- | ---------- | ----------- | ------------ | --------------- | ------------ | ---------------------------------------------------------------------- |
| (2)   | RATP       | 1re tranche | 2000 à 2002  | 13              | 401 à 413    |                                                                        |
| (2)   | RATP       | 2e tranche  | 2003 à 2005  | 12              | 414 à 426    | Treize rames ayant permis de former des UM2. La rame 416 n'existe plus |
| (2)   | RATP       | 3e tranche  | 2007 à 2009  | 16              | 427 à 442    | Seize rames destinées au prolongement vers la porte de Versailles.     |
| (2)   | RATP       | 3e tranche  | 2010 à 2012  | 18              | 443 à 460    | Dix-huit rames destinées au prolongement vers le pont de Bezons        |
| (7)   | RATP       | 1re tranche | 2012 à 2013  | 19              | 701 à 719    | Dix-neuf rames équipées d'écrans.                                      |
| (8)   | RATP       | 2e tranche  | 2013 à 2014  | 20              | 801 à 820    | Vingt rames équipées d'écrans.                                         |
| (2)   | RATP       | 4e tranche  | 2015         | 6               | 461 à 466    | 6 rames pour augmenter le nombre de rames en heures de pointe.         |

#### Citadis 305

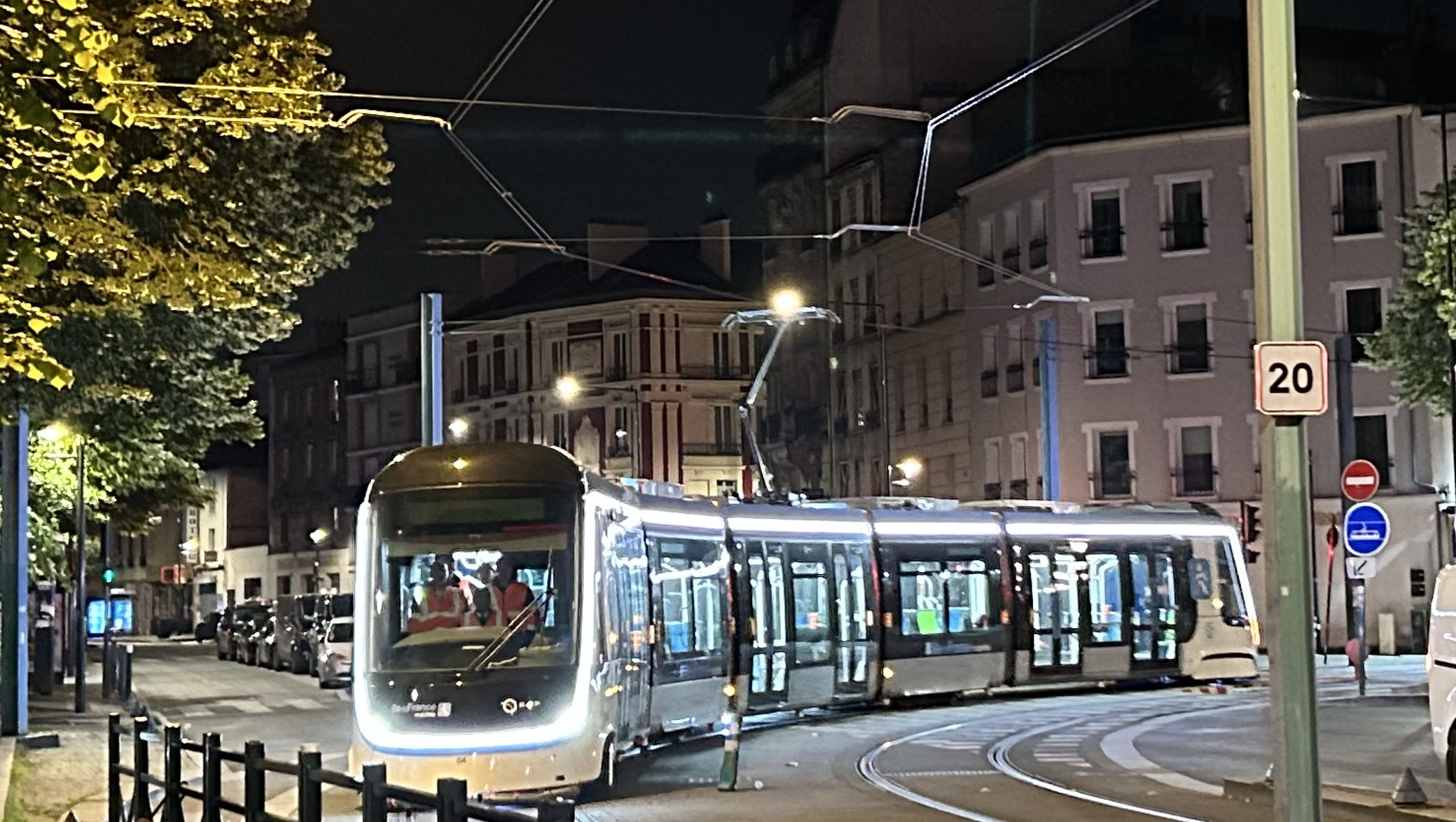
Un tram Citadis 305 en test à la station Théâtre Gérard Philipe sur la ligne T1.

Les nouvelles rames TW 20 destinées à remplacer les TFS de la Ligne 1 du tramway d'Île-de-France, sont mises en service à partir du 10 décembre 2024,.
| Ligne | Exploitant | Tranche     | Construction | Nombre de rames | Numérotation | Commentaires |
| ----- | ---------- | ----------- | ------------ | --------------- | ------------ | ------------ |
| (1)   | RATP       | 1re tranche | 2021-        | 4               |              |              |

#### Citadis 402

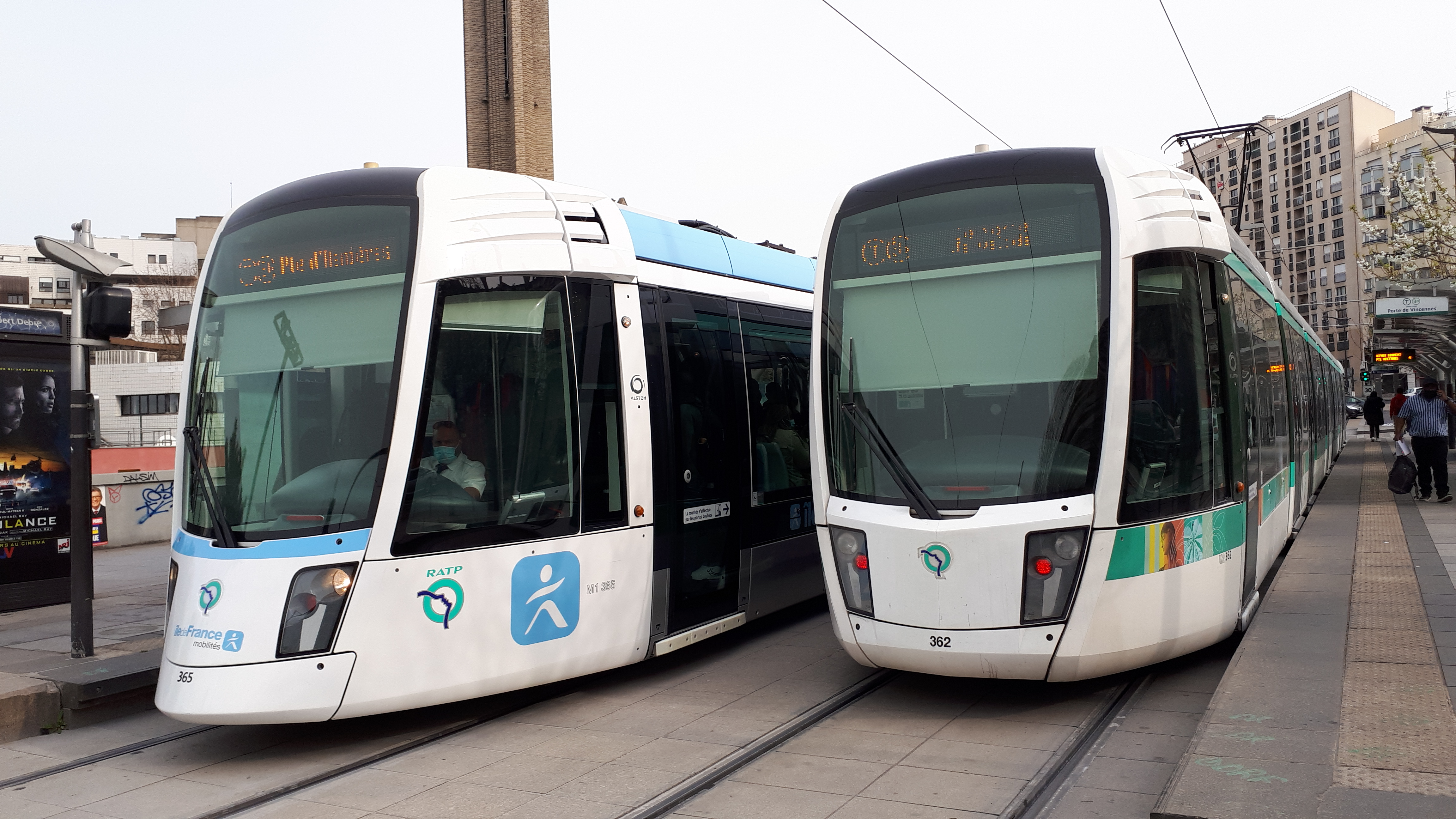
Deux trams Alstom Citadis 402 en livrées Île-de-France Mobilités (à gauche) et RATP (à droite).

Les tramways Citadis des lignes T3a et T3b ont pour caractéristiques de posséder un plancher bas intégral le rendant accessible aux personnes à mobilité réduite, une ventilation réfrigérée et un système de vidéosurveillance. Les rames ont une longueur de 43,7 m pour une largeur de 2,65 m. Elles sont composées de sept modules et le nombre de places assises est de soixante-dix-huit pour une capacité totale de 304 personnes par rame. Le matériel, apte à une vitesse maximale de 60 km/h, est entraîné par six moteurs asynchrones d'une puissance nominale de 120 kilowatts, alimentés sous une tension de 750 volts continu, courant capté par caténaire via un pantographe.
La quatrième tranche de rames TW03 a été modifiée avec de nouvelles faces des rames, équipées d'un bas plus ralongé, conçu pour diminuer la dangerosité d'un renversement potentiel d'un piéton.
| Ligne       | Exploitant | Tranche     | Construction | Nombre de rames | Numérotation | Commentaires |
| ----------- | ---------- | ----------- | ------------ | --------------- | ------------ | --- |
| (3a) · (3b) | RATP       | 1re tranche | 2004 à 2006  | 21              | 301 à 321    | |
| (3a) · (3b) | RATP       | 2e tranche  | 2010 à 2012  | 25              | 322 à 346    | |
| (3a) · (3b) | RATP       | 3e tranche  | 2017 à 2018  | 17              | 347 à 363    | Rames destinées au prolongement du T3b à Porte d'Asnières. |
| (3a) · (3b) | RATP       | 4e tranche  | 2021         | 9               | 364 à 372    | - Rames commandées en prévision du prolongement du T3b à la porte Dauphine. - Livrée Île-de-France Mobilités et face avant légèrement modifiée en partie inférieure. |

#### Citadis 405

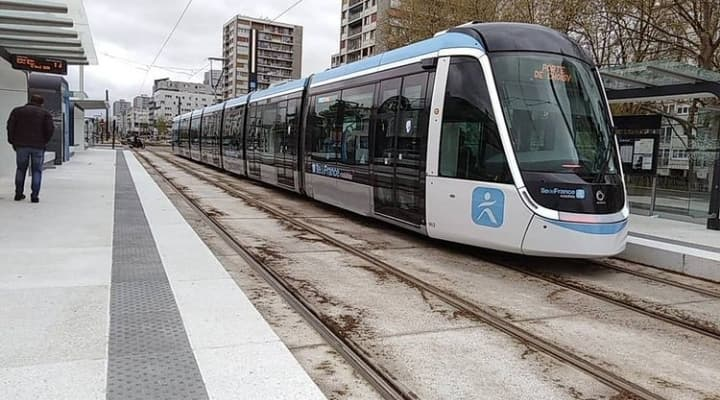
Un Citadis 405 du tramway T9 à l'arrêt Camille Groult direction Porte de Choisy le Lundi 12 Avril 2021.

Afin de permettre l'exploitation des lignes T9 et T10, une commande de tramways de type Citadis 405 a été commandée à Alstom en 2016. Elle comprend la fourniture de 36 rames qui sont livrées à partir de 2019 dont 22 rames pour le T9 et 14 pour le T10,. Cette tranche pourra porter sur 68 rames supplémentaires.
Ces rames se différencient par leur équipement de confort, avec écrans, plans lumineux et dispositifs Wi-Fi intégrés. Elles utilisent des moteurs à aimants permanents caractéristiques des Citadis de 5e génération ou "X05" d'Alstom. En tant que Citadis 405, leurs dimensions sont semblables aux Citadis 402 des lignes T3a et T3b. Le design a été choisi auprès des voyageurs,.
D'un point de vue technique, les nouveaux Citadis 405 sont équipés de six moteurs synchrones à aimants permanents. Ils mesurent 44 m de long pour 2,65 m de large, ce qui correspond au gabarit des rames du T3. Ils sont équipés de doubles portes aux extrémités, ce qui n'était pas possible sur les Citadis X02.
| Ligne | Exploitant                | Tranche     | Construction | Nombre de rames | Numérotation | Commentaires |
| ----- | ------------------------- | ----------- | ------------ | --------------- | ------------ | ------------ |
| (9)   | Keolis Ouest Val-de-Marne | 1re tranche | 2019-2020    | 22              | 901 à 922    |              |
| (10)  | RATP Cap Bièvre           | 2e tranche  | 2022         | 14              | 1001 à 1014  |              |

### Tramways sur pneumatiques

#### Translohr STE3

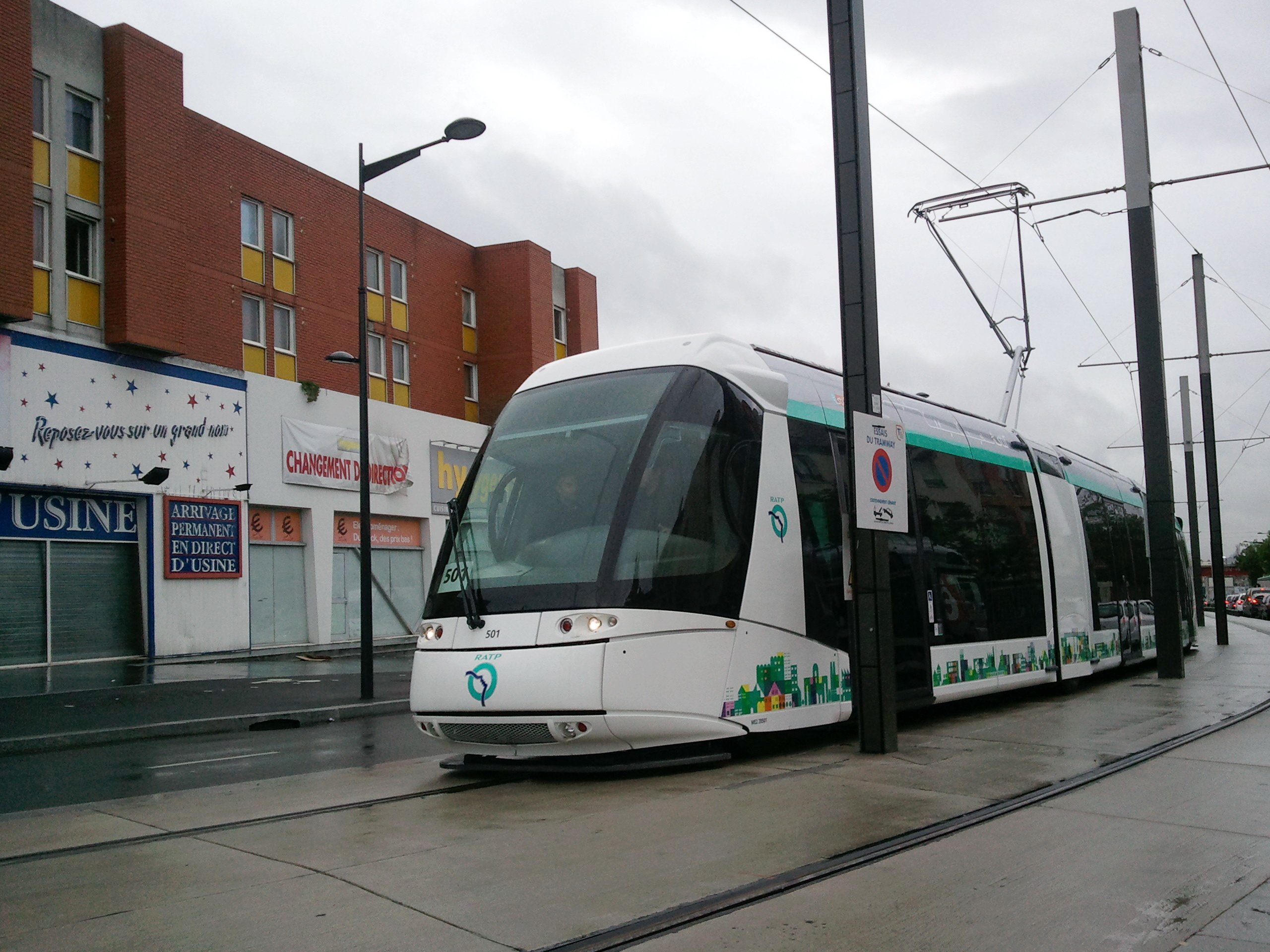
Une rame en rodage, avenue Lénine à Pierrefitte-sur-Seine, en septembre 2012.

Le choix d'un tramway sur pneumatique pour la ligne 5 du tramway d'Île-de-France, réalisé par les élus locaux, a été fait pour tenir compte du caractère très urbain du tracé choisi. Le tramway sur pneu s'inscrirait, selon ces élus, mieux dans un tissu urbain très dense, où les caractéristiques qu'ils lui prêtent (légèreté, gabarit inférieur au ferroviaire, adhérence supérieure, freinage de type routier assisté, très silencieux) permettraient « une meilleure insertion ».
La ligne est équipée de quinze rames de tramway sur pneumatiques Translohr de type STE3 et construites par Lohr Industrie.
De 25 mètres de long et 2,20 mètres de largeur, les rames Translohr STE3 peuvent accueillir chacune 127 voyageurs. Elles sont équipées d'un plancher bas intégral, de la climatisation, d'un système de vidéo-surveillance ainsi qu'un système de comptage voyageurs.
| Ligne | Exploitant | Tranche     | Construction | Nombre de rames | Numérotation | Commentaires                                                         |
| ----- | ---------- | ----------- | ------------ | --------------- | ------------ | -------------------------------------------------------------------- |
| (5)   | RATP       | 1re tranche | 2011 - 2013  | 19              | 501 à 519    | 4 rames ont été ajoutées à la suite d'un renfort d'offres (en 2017). |

#### Translohr STE6

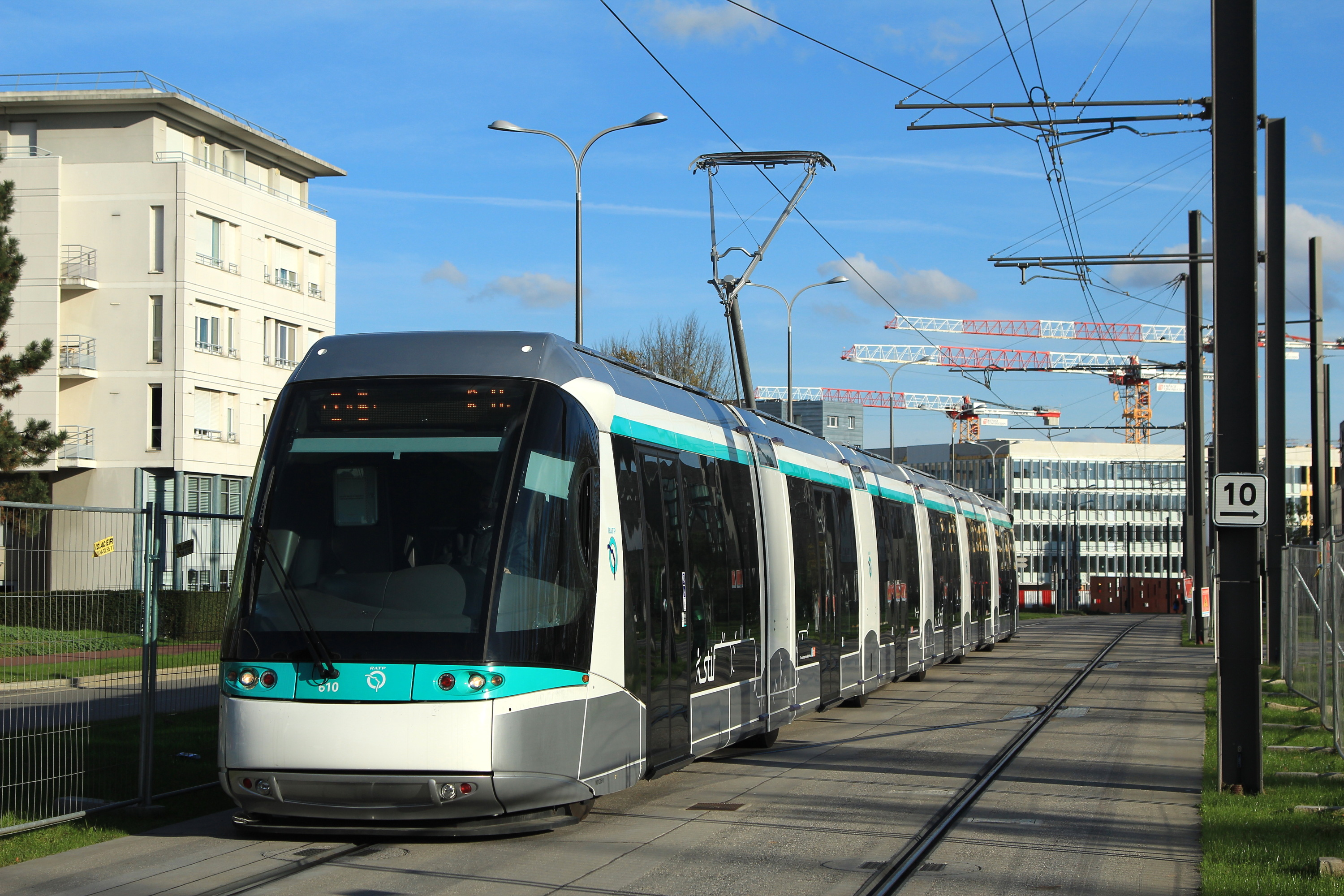
Une rame de la ligne T6, en novembre 2014.

Le Conseil d’administration de la RATP a adopté le marché du matériel roulant de la ligne de tramway T6 reliant Châtillon à Viroflay le 1er septembre 2010. La RATP passe commande du matériel roulant et du système de guidage du tramway de cette ligne, pour un marché global de 171,6 M€ auprès d’un groupement formé de la société Lohr et de la société ETF.
La ligne est équipée de vingt-huit rames de tramway sur pneumatiques Translohr de type STE6 et construites par l'entreprise Lohr.
De 46 mètres de long et 2,20 mètres de largeur, les rames Translohr STE6 peuvent accueillir chacune 255 voyageurs. Elles sont équipées d'un plancher bas intégral, de la climatisation, d'un système de vidéo-surveillance ainsi qu'un système de comptage voyageurs.
| Ligne | Exploitant | Tranche     | Construction | Nombre de rames | Numérotation | Commentaires |
| ----- | ---------- | ----------- | ------------ | --------------- | ------------ | --- |
| (6)   | RATP       | 1re tranche | 2014         | 27              | 601 à 628    | La rame 602 a été totalement incendiée durant la nuit du 28 au 29 juin 2023 pendant les émeutes consécutives à la mort de Nahel Merzouk. |

### Tram-trains

#### Citadis Dualis

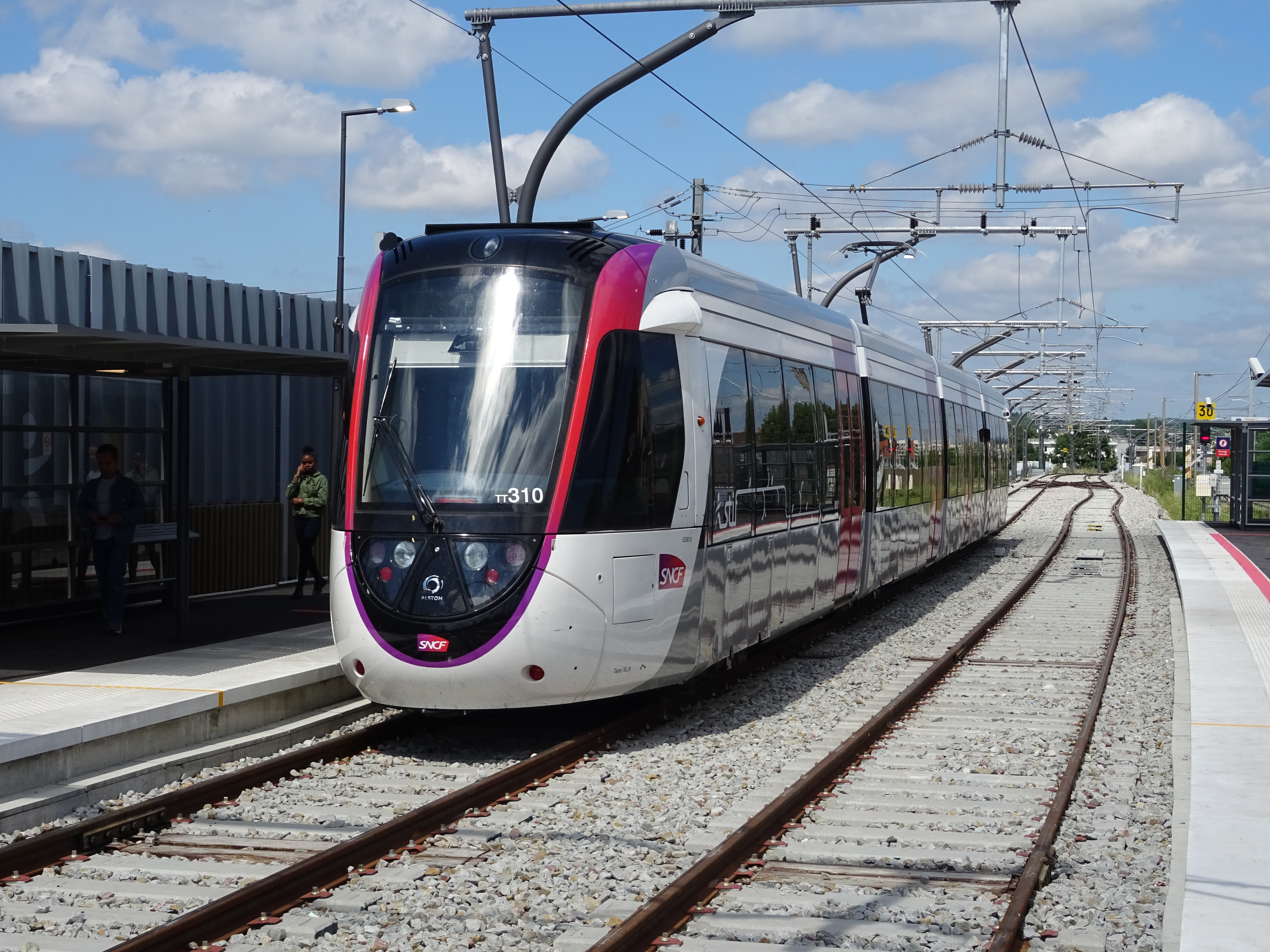
Une rame du T11 à quai, au terminus d'Épinay-sur-Seine.

Les Citadis Dualis équipent le T11 (15 rames), la branche de Montfermeil du T4 (26 rames) et, depuis le 9 mars 2022, la ligne d'Esbly à Crécy-la-Chapelle, branche de la ligne P du Transilien.
Le Citadis Dualis, version tram-train du Citadis, est un matériel électrique de 2,65 m de largeur et 42 m de longueur, avec une charge à l'essieu de 11,5 tonnes et une vitesse maximale de 100 km/h. Il est capable de fortes accélérations et peut gravir des rampes de 65 ‰. Totalement accessible aux personnes à mobilité réduite, il est doté d'un plancher plat à 38 cm de hauteur, et peut transporter 250 voyageurs. Il peut circuler en unités doubles ou triples pour s'adapter au trafic. Le matériel est doté de la ventilation réfrigérée et d'un système d'affichage embarqué.
Ce matériel est aussi prévu pour équiper les futurs T12 (21 rames) et T13 (11 rames).
| Ligne                        | Exploitant              | Type SNCF | Construction | Nombre de rames | Numérotation  | Commentaires |
| ---------------------------- | ----------------------- | --------- | ------------ | --------------- | ------------- | ------------ |
| (11) · Ligne P du Transilien | Transkeo (T11) SNCF (P) | U53600    | 2016 - 2017  | 15              | TT301 à TT315 |              |
| (4)                          | SNCF                    | U53700    | 2018 - 2023  | 26              | TT401 à TT426 |              |
| (12)                         | SNCF                    | U52600    | 2022 - 2024  | 25              | TT601 à TT625 |              |
| (13)                         | Transkeo                | U53800    | 2021 - 2022  | 11              | TT501 à TT511 |              |

## Ancien matériel

### Anciens tram-trains

#### Avanto

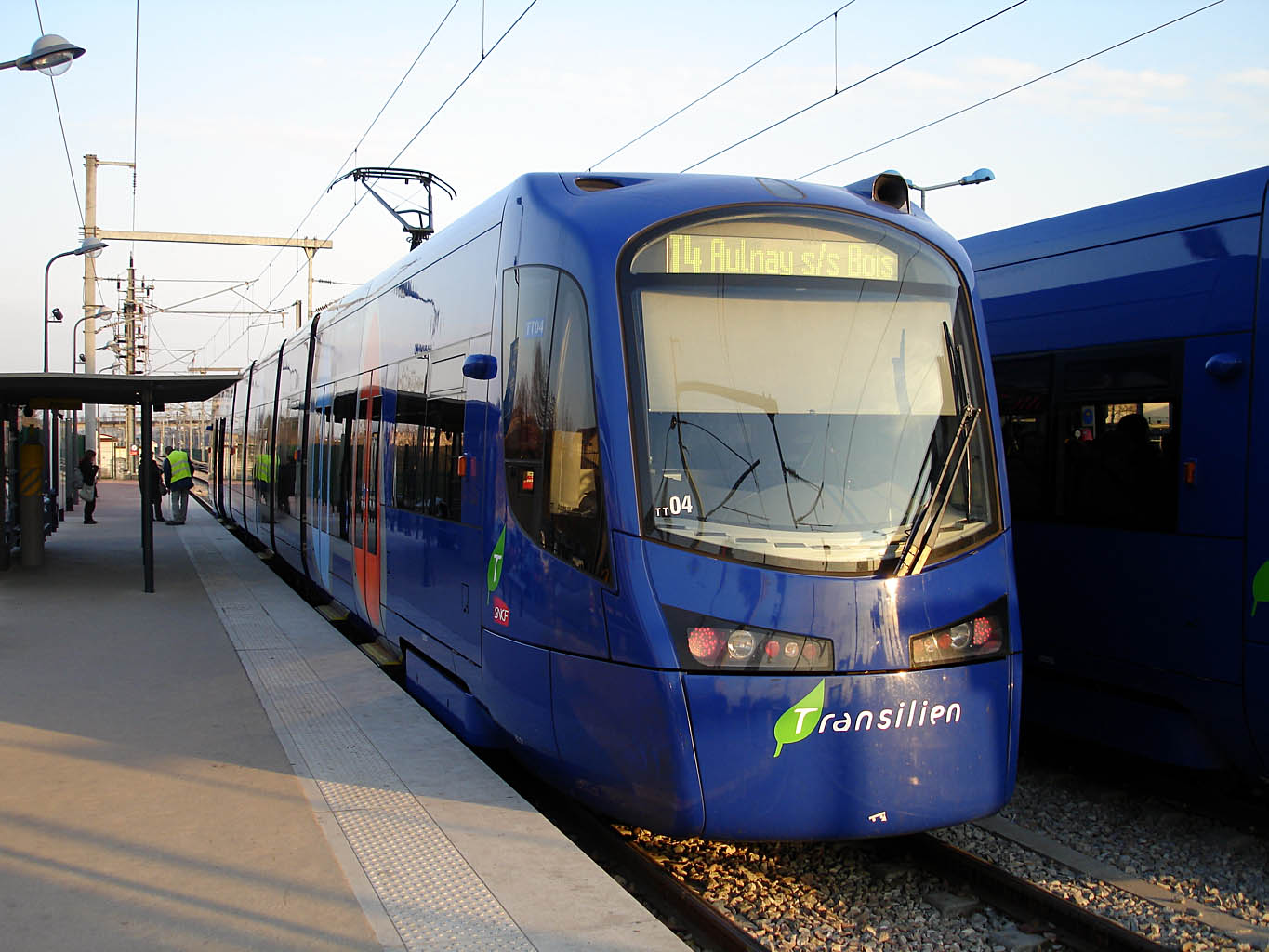
Un tram Avanto à la gare de Bondy.

Chaque rame est longue de trente-sept mètres est composée de cinq modules, offrant une capacité de 242 places dont 80 assises. Elles adoptent une livrée Transilien bleu nuit avec des berlingots de couleur au niveau des portes. La première rame a été livrée par voie routière en novembre 2005 et douze rames étaient disponibles pour la mise en service en novembre 2006. Le matériel est apte à une vitesse maximale de 100 km/h, qui n'est pas atteinte sur la ligne.
Entre 2011 et 2022, quelques rames, en surnombre sur le T4 effectuaient la navette sur la ligne d'Esbly à Crécy-la-Chapelle.
La rame TT07 a été baptisée Jérémy, en mémoire d'un jeune technicien de l'unité de production maintenance de Noisy-le-Sec décédé au cours d'un accident de la circulation en octobre 2006.
En mai 2023, les Avanto sont garées bon état (GBE) et mises en vente sur internet. La radiation du parc débute en octobre 2023 et s'achève en avril 2024.
| Ligne | Exploitant | Type SNCF | Construction | Nombre de rames | Numérotation | Commentaires |
| ----- | ---------- | --------- | ------------ | --------------- | ------------ | ------------ |
| (4)   | SNCF       | U25500    | 2006 à 2007  | 0               | TT01 à TT15  |              |

## Expérimentations

### Projet STEEM
Depuis juin 2009, la RATP et Alstom expérimentent dans le cadre du projet « STEEM » (Système de tramway à efficacité énergétique maximisée), sur une rame du T3 une technologie de supercondensateurs qui permettrait à terme d'importantes économies d'énergie et la recharge des rames en station.

### Projet TramFret
Dans le cadre du projet TramFret, la RATP a mené l'expérimentation de l'exploitation d'un convoi fret deux fois par jour, six jours par semaine avec une rame du T3a. Les résultats obtenus par ce test prouvent qu’un convoi supplémentaire en heure creuse n’a aucun impact sur l’exploitation du transport de personnes, ni sur l’environnement urbain et social alentour.